# Olle Björling (skådespelare)
Carl Olof "Olle" Björling, född 4 maj 1937 i Kungsholms församling i Stockholm, död 20 april 2017 i Stockholm, var en svensk skådespelare.

## Biografi
Björling filmdebuterade 1963 i Hasse Ekmans Min kära är en ros och har medverkat i drygt 50 film- och TV-produktioner. Han spelade bland annat djurvännen och lantbrukaren 107 Andersson i Någonstans i Sverige 1973–1974. Han spelade också Olle i Vreten i två säsonger av Hedebyborna där han hade den återkommande repliken "jomen!".
Olle Björling är gravsatt i minneslunden på Kungsholms kyrkogård i Stockholm.

## Filmografi
- 1963 – Min kära är en ros
- 1963 – Sällskapslek
- 1964 – Kenny
- 1964 – Bandet
- 1964 – Henrik IV
- 1965 – För vänskaps skull
- 1965 – Conny
- 1966 – Yngsjömordet
- 1966 – Adamsson i Sverige
- 1967 – Mördaren – en helt vanlig person
- 1968 – Vindingevals
- 1968 – Konspiration 68
- 1968 – Jag älskar, du älskar
- 1969 – Ådalen 31
- 1969 – Fadern
- 1969 – Biprodukten (TV-film)
- 1970 – Röda rummet (TV-serie)
- 1971 – Den byxlöse äventyraren (TV-serie)
- 1972 – I brist på annat
- 1972–1973 – Ett resande teatersällskap (TV-serie)
- 1973 – Makt på spel (TV-serie)
- 1973 – Smutsiga fingrar
- 1973–1974 – Någonstans i Sverige (TV-serie)
- 1974 – De tre från Haparanda (TV-serie)
- 1975 – Den vita väggen
- 1975 – Faneflukt
- 1976 – Drömmen om Amerika
- 1976 – På flykt undan mina landsmän
- 1976 – Engeln (TV-serie)
- 1977 – Tabu
- 1977 – Lära för livet (TV-serie)
- 1977 – Soldat med brutet gevär (TV-serie)
- 1978 – Hedebyborna (TV-serie)
- 1978 – Bröllopsfesten (TV-film)
- 1978 – Forskaren (TV-serie)
- 1978 – Harry H. (TV-serie)
- 1979 – Selambs (TV-serie)
- 1979 – Rädsla (TV-serie)
- 1979 – Godnatt, jord (TV-serie)
- 1980 – Sverige åt svenskarna
- 1980 – Blomstrande tider
- 1983 – Lyckans ost
- 1983 – Torsten och Greta (TV-serie)
- 1983 – Distrikt 5 (TV-serie)
- 1985 – August Palms äventyr (TV-serie)
- 1985 – Åshöjdens BK (TV-serie)
- 1986 – The Girl
- 1992 – Rederiet (TV-serie)
- 1997 – Chock. I nöd och lust
- 2025 – Stall-Erik och snapphanarna

## Teater

### Roller (ej komplett)
| År   | Roll                  | Produktion                                                     | Regi            | Teater                   |
| ---- | --------------------- | -------------------------------------------------------------- | --------------- | ------------------------ |
| 1971 | Strejkbrytare Furiren | Sol, vad vill du mig? Birger Norman                            | Ingvar Kjellson | Dramaten                 |
| 1975 | En hälare Kocken      | Peer Gynt, del II Henrik Ibsen                                 | Fred Hjelm      | Stockholms stadsteater   |
| 1984 | Poliskonstapeln       | Brevbäraren från Arles (Postbudet fra Arles) Ernst Bruun Olsen | Lars Svenson    | Helsingborgs stadsteater |

### Fotnoter
1. ↑  Sveriges befolkning 1990, CD-ROM, Version 1.00, Riksarkivet (2011)
2. ↑  ”Dödsannons; Olle Björling”. minnessidor.fonus.se. Fonus. Arkiverad från originalet den 29 april 2017. https://web.archive.org/web/20170429000823/https://minnessidor.fonus.se/memorial_page_ads.php?order_id=551969&set_site_id=2&cat=Ad&sign=f190c7bf288fc185c7b877879ae7d5d4.
3. ↑  Per Olov Qvist, Lars Åhlander (2002). Svenska skådespelare i film och TV 1897-2000 (1. uppl.). ISBN 91-85248-89-4
4. ↑  Gravar.se